# Култивиране
Култивирането е аграрна дейност – обработване на почвата със селскостопанска машина, наречена култиватор

## Цел
Чрез култивиране се постигат следните задачи:
- разрохкване, размесване и наситняване на почвата на дълбочина до 15 см;
- подрязване и унищожаване на плевелната растителност;
- внасяне в почвата на растителни остатъци, торове и пестициди;
- осигуряване на оптимални условия (равна повърхност, структура на почвата и дълбочина) за извършване на сеитба или разсаждане.

## Видове култивиране
СлятоИзвършва се на площи, незаети с културни растения, като предсеитбена подготовка на почвата за сеитба или разсаждане, заедно с инкорпориране на приложените площно торове и пестициди (най-вече хербициди) и подравняване на площта.
Междуредово култивиранеИзвършва се като междуредова обработка на окопните култури и трайни насаждения, а също така за прокарване на поливни бразди.

## Видове култиватори
- Култиватор за слята предсеитбена обработка на почвата
- Култиватор за междуредова обработка на почвата
- Култиватор – огърляч (браздител)
- Култиватори със секции за подхранване и/или растителна защита